# Llanura de Zeta
La llanura de Zeta es una fértil planicie en Montenegro. Se extiende desde Podgorica en el norte hasta el lago Skadar en el sur. Es la mayor llanura del país, con una altitud media de más de 40 metros sobre el nivel del mar.[cita requerida]
El nombre "Zeta" deriva de una antigua raíz lingüística que significa "cosecha" o "grano", que corresponden a los vocablos mdoernos žetva y žito respectivamente. Para confusión de muchos, el río Zeta no atraviesa la llanura homónima, sino que corre por otro importante valle del país, Bjelopavlići. 
Como las tierras planas y fértiles son poco habituales en Montenegro, la llanura de Zeta es una de las áreas más densamente pobladas del país. Golubovci, la capital del municipio urbano de Golubovci, que se extiende por la mayor parte de la llanura de Zeta, es el asentamiento más grande. Tiene las condiciones para la producción de todo tipo de frutos y vegetales mediterráneos, incluyendo los amplios viñedos de "Plantaže", productores de vinos de alta calidad.
También en esta llanura se ubica el aeropuerto de Podgorica y la planta de aluminio de Podgorica, que se considera la más contaminante de la llanura.[cita requerida]